# Yuragiin Sainkhüü
Yuragiin Sainkhüü (in mongolo: Юрагийн Сайнхүү; 14 novembre 1986) è un calciatore mongolo, portiere del Selenge Press e della Nazionale mongola.

## Carriera

### Club
Gioca dal 2007 al 2015 all'Erchim, con cui ha vinto 4 Niislel League e una Coppa della Mongolia. Nel 2015 passa al Selenge Press.

### Nazionale
Debutta in Nazionale il 17 giugno 2007, in Macao-Mongolia.

## Statistiche

### Cronologia presenze e reti in Nazionale
| Cronologia completa delle presenze e delle reti in nazionale ― Mongolia | Cronologia completa delle presenze e delle reti in nazionale ― Mongolia | Cronologia completa delle presenze e delle reti in nazionale ― Mongolia | Cronologia completa delle presenze e delle reti in nazionale ― Mongolia | Cronologia completa delle presenze e delle reti in nazionale ― Mongolia | Cronologia completa delle presenze e delle reti in nazionale ― Mongolia | Cronologia completa delle presenze e delle reti in nazionale ― Mongolia | Cronologia completa delle presenze e delle reti in nazionale ― Mongolia |
| Data                                                                    | Città                                                                   | In casa                                                                 | Risultato                                                               | Ospiti                                                                  | Competizione                                                            | Reti                                                                    | Note                                                                    |
| ----------------------------------------------------------------------- | ----------------------------------------------------------------------- | ----------------------------------------------------------------------- | ----------------------------------------------------------------------- | ----------------------------------------------------------------------- | ----------------------------------------------------------------------- | ----------------------------------------------------------------------- | ----------------------------------------------------------------------- |
| 17-6-2007                                                               | Macao                                                                   | Macao                                                                   | 0 – 0                                                                   | Mongolia                                                                | Qual. Coppa dell'Asia orientale 2008                                    | -                                                                       |                                                                         |
| 19-6-2007                                                               | Macao                                                                   | Corea del Nord                                                          | 7 – 0                                                                   | Mongolia                                                                | Qual. Coppa dell'Asia orientale 2008                                    | -7                                                                      | 28’                                                                     |
| 21-10-2007                                                              | Ulan Bator                                                              | Mongolia                                                                | 1 – 4                                                                   | Corea del Nord                                                          | Qual. Mondiali 2010                                                     | -4                                                                      |                                                                         |
| 2-3-2013                                                                | Vientiane                                                               | Laos                                                                    | 1 – 1                                                                   | Mongolia                                                                | Qual. Coppa d'Asia 2011                                                 | -1                                                                      |                                                                         |
| 4-3-2013                                                                | Vientiane                                                               | Mongolia                                                                | 0 – 1                                                                   | Afghanistan                                                             | Qual. Coppa d'Asia 2011                                                 | -1                                                                      |                                                                         |
| 6-3-2013                                                                | Vientiane                                                               | Sri Lanka                                                               | 3 – 0                                                                   | Mongolia                                                                | Qual. Coppa d'Asia 2011                                                 | -3                                                                      |                                                                         |
| Totale                                                                  |                                                                         | Presenze                                                                | 6                                                                       |                                                                         | Reti                                                                    | -16                                                                     |                                                                         |

## Palmarès

### Club

#### Competizioni nazionali
- Niislel League: 4

Erchim: 2007, 2008, 2012, 2013
- Coppa della Mongolia: 1

Erchim: 2013